# Kazajistán Oriental
Kazajistán Oriental (kazajo: Шығыс Қазақстан облысы/Şığıs Qazaqstan oblısı/شىعىس قازاقستان وبلىسى (grafías cirílica, latina y árabe respectivamente), ruso: Восточно-Казахстанская область, transliterado como Vostochno-Kazajstánskaya óblast) es una de las diecisiete provincias que, junto con las tres ciudades independientes, conforman la República de Kazajistán. Su capital es Öskemen.

## Geografía
Está ubicada en el extremo este del país, limitando al norte con Rusia, al este con China, al sur con Almatý, al oeste con Karagandá y al noroeste con Pavlodar.
Tenía 283 226 km²  de superficie, por lo que fue la tercera provincia más extensa —por detrás de Karagandá y Aktobé— hasta el 17 de marzo del 2022, cuando la porción occidental se escindió para crearse la provincia  de Abai y se renombró como provincia de Kazajistán Oriental, siendo sus nuevos límites al norte con la Federación Rusa (Krai de Altai y República de Altai), al oeste con la provincia de Abai y al sur y este con China (Sinkiang).

### Hidrografía
Su territorio es irrigado el río Irtish y el lago Zaysán.

## Demografía
Con 1 400 000 habs. en 2009, es la tercera provincia más poblada, por detrás de Turkestán y Almatý. El área de la provincia está habitada por muchos rusos y ucranianos, de hecho la capital tiene más población de esos dos grupos que de kazajos.

## División administrativa

Distritos de la provincia de Kazajistán Oriental.

Kazajistán Oriental se divide en 11 distritos y las ciudades de Öskemen (Ust-Kamenogorsk), Ridder, Serebryansk, Shemonaikha, Zaysan, y Altai (Zyryan).
- Distrito de Altái, con centro administrativo en la ciudad de Altái;
- Distrito de Glubokoye, con centro administrativo en el asentamiento de Glubokoye;
- Distrito de Katonkaragay, con centro administrativo en Ulken Narym;
- Distrito de Kurshim, con centro administrativo en Kurshim;
- Distrito de Markakol, con centro administrativo en Markakol;
- Distrito de Samar, con centro administrativo en Samar;
- Distrito de Shemonaikha, con centro administrativo en la ciudad de Shemonaikha;
- Distrito de Tarbagatay, con centro administrativo en Aksuat;
- Distrito de Ulan, con centro administrativo en Molodyozhny;
- Distrito de Ulken Narin, con centro administrativo en Ulken Narin;
- Distrito de Zaysan, con centro administrativo en la ciudad de Zaysan.